# 제주남초등학교
제주남초등학교는 대한민국 제주특별자치도 제주시 삼도2동에 있는 공립 초등학교이다.

## 학교 연혁
- 1946년 1월 23일 제주남국민학교 개교(5학급 편성)(삼도1동 136-1)
- 1950년 6월 13일 광양분교장, 오라분교장 개설
- 1951년 10월 15일 광양분교장 분리 독립
- 1951년 10월 18일 오라분교장 분리 독립
- 1960년 1월 15일 현 위치로 학교 이설
- 1977년 3월 1일 제주중앙국민학교 6학급 분리(41학급 편성)
- 1983년 3월 1일 삼성국민학교 6학급 분리(37학급 편성)
- 1996년 3월 1일 제주남초등학교 교명 변경
- 1998년 3월 11일 병설유치원 개원
- 2000년 3월 1일 특수학급 개설
- 2003년 9월 1일 구강보건실 설치 운영
- 2003년 10월 15일 역사관 개관
- 2008년 3월 29일 혜윰나래 도서관 개관
- 2008년 11월 29일 영어체험학습실 구축
- 2009년 3월 1일 제주형 자율학교(i-좋은 학교) 2기 지정(2년간)
- 2009년 9월 1일 본관 교실 리모델링 및 장애인 편의시설 공사
- 2010년 12월 30일 보건실 현대화 사업
- 2014년 3월 1일 학교급식교육 시범학교(2년간)
- 2014년 8월 31일 과학실 현대화 사업
- 2016년 3월 1일 제31대 임성렬 교장 부임
- 2017년 2월 13일 제71회 졸업(35명, 총 14,445명)
- 2017년 3월 1일 11학급 편성
- 2018년 3월 1일 다목적 강당 '제남누리' 준공
- 2018년 9월 1일 제32대 고성종 교장 부임
- 2019년 1월 25일 제73회 졸업(29명, 총 14,502명)
- 2019년 3월 1일 10학급 편성(특수학급 1학급 포함)

## 참고 자료
- 제주남초등학교 - 한국교육학술정보원 학교알리미